# Marc Licini Cras Escribonià
Marc Licini Cras Escribonià (en llatí: Marcus Licinius Crassus Scribonianus) va ser un ciutadà romà fill de Marc Licini Cras Frugi (cònsol any 27) i d'Escribònia, la neta de Sext Pompeu. Era també germà de Luci Calpurni Pisó Licinià, que va ser adoptat per l'emperador Galba. Formava part de la gens Licínia.
El 70 dC, el general Antoni Prim, mentre Vespasià i Titus eren fora de Roma, va oferir l'Imperi a Escribonià, però va refusar l'oferiment.